# Teatro Ponchielli
Le Teatro Ponchielli est un opéra de Crémone, construit par l'architecte Luigi Canonica, à partir de 1806, sur les ruines du Teatro della Società, détruit par un incendie.
Après la mort d'Amilcare Ponchielli, qui eut lieu à Milan le 16 janvier 1886, le théâtre s'appelait « Concordia-Ponchielli », et ensuite, le 12 mars 1907, il était définitivement renommé « Teatro Amilcare Ponchielli », à l'occasion de l'anniversaire de son décès.
La municipalité a acheté la propriété en 1986, et, à partir de 1989, a fait de grands travaux de restauration pour l'adaptation technologique. Il accueille des œuvres théâtrales, des concerts et des événements de chant.

Vues
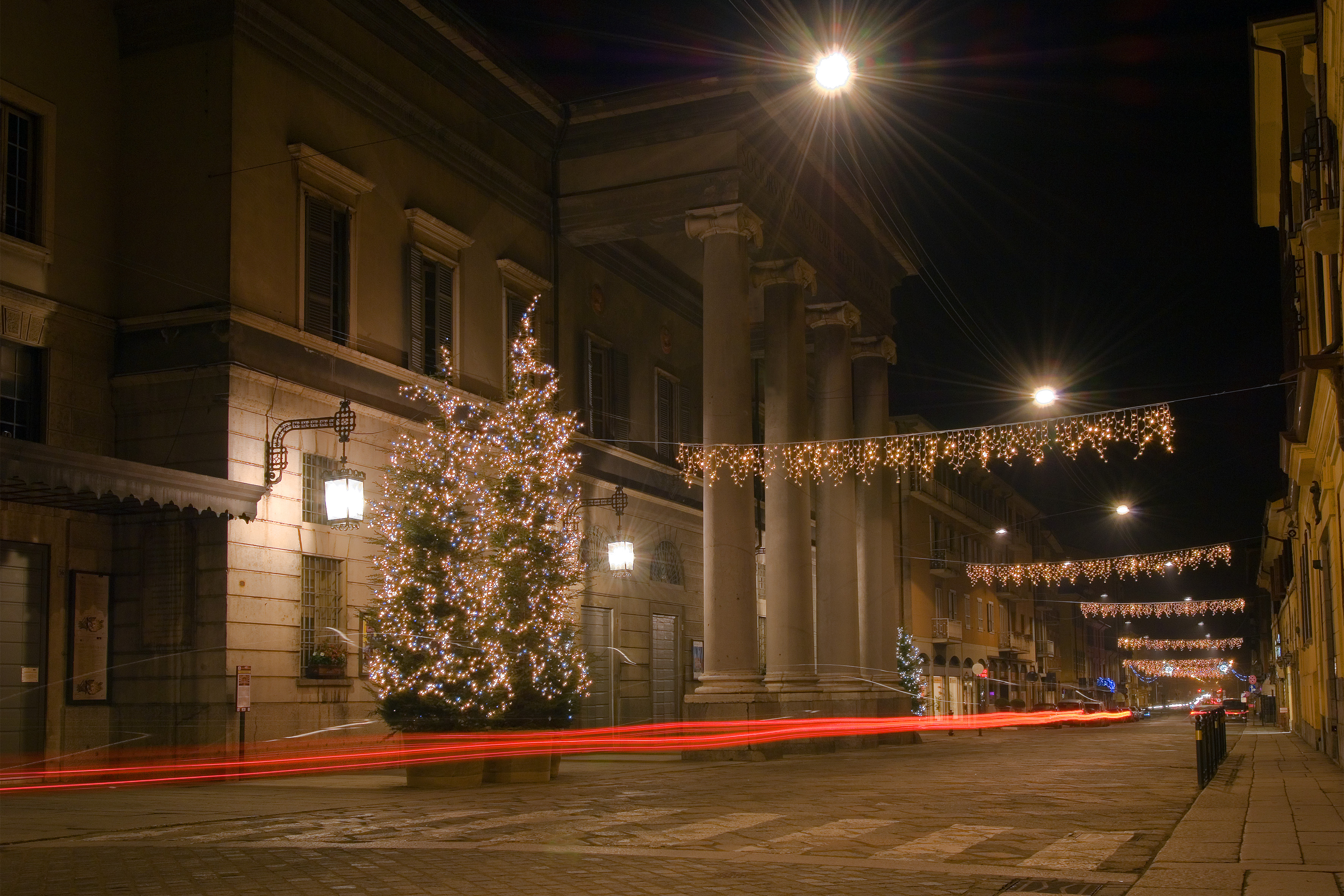
Le théâtre la nuit.
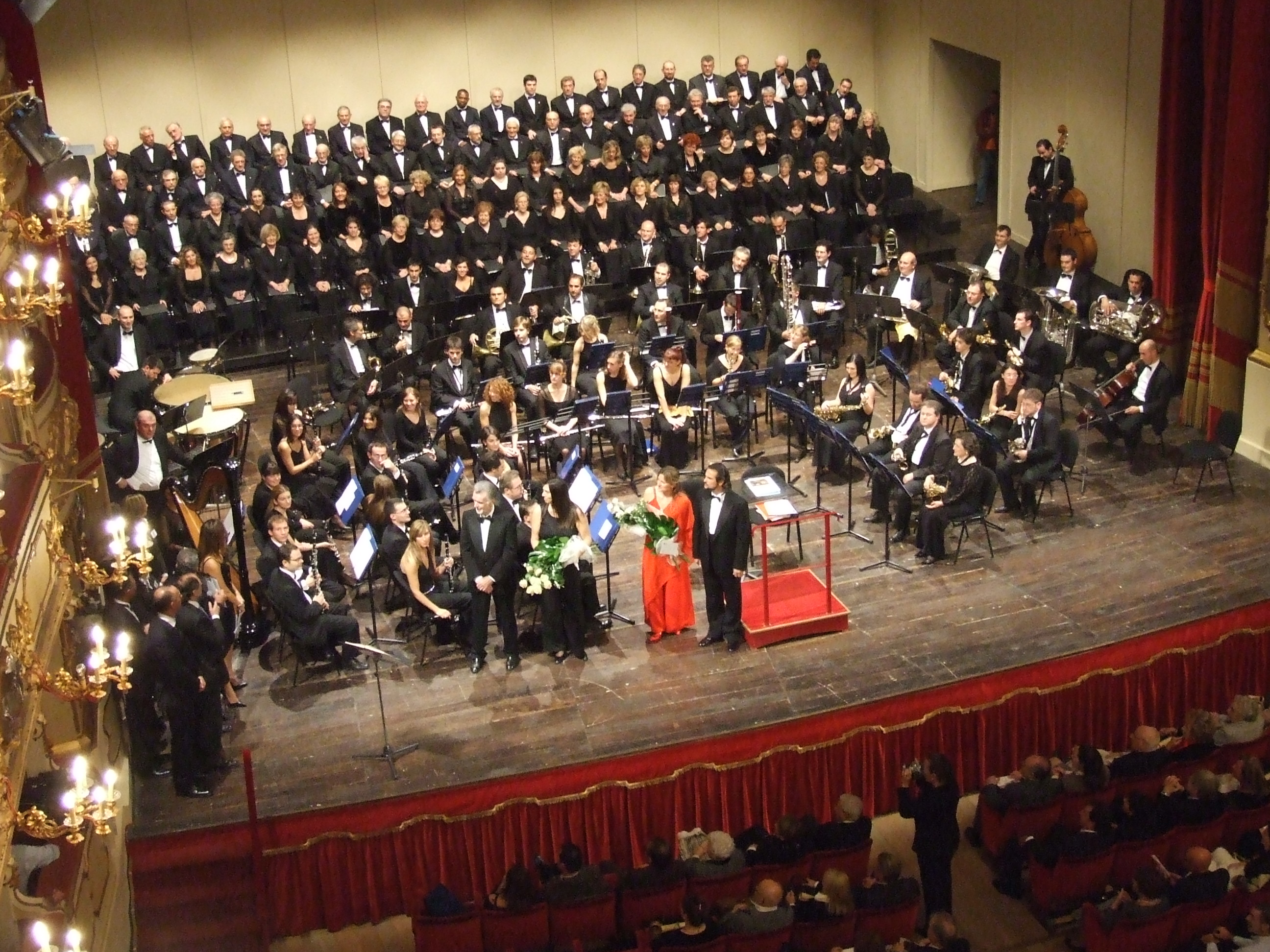
Bande (groupe musical) de Soncino et chorale Ponchielli Vertova au Teatro Ponchielli.